# Pieter Antonie Johan Scheelbeek
Pieter Antonie Johan Scheelbeek, bekend als P.J.A. Scheelbeek, (Amsterdam, 26 oktober 1862 – aldaar, 7 februari 1927) was een Nederlands architect.
Hij was zoon van stucadoor Antonie Johan Scheelbeek en Wilhelmina Hendrika Verhagen. Hijzelf trouwde met Maria Kirsten.
Scheelbeek volgde vermoedelijk geen speciale opleiding tot architect. Voor zijn huwelijk in 1888 gaf hij als beroep op timmerman. In 1891 ging het bedrijf dat hij samen met zijn broer had failliet (Timmerlieden en kooplieden in bouwmaterialen). In 1913 stond hij bekend als bouwkundig tekenaar en was betrokken bij de bouw van een aantal panden in de binnenstad. Destijds was het gewoon, dat timmerlieden, stucadoors etc. gebouwen ontwierpen. Scheelbeek woonde voor langere tijd in de Jordaan. Voorts was hij betrokken bij de zogenaamde Van Houtenpanden, in de jaren twintig en dertig gebouwde panden binnen de grachtengordel, waarbij gebruik werd gemaakt van geveldelen van gesloopte panden.
Gebouwen:
- Amsterdam: Lijnbaansgracht 31-32 (Nassaubioscoop)
- Amsterdam: Ceintuurbaan 280 (buurman en voorloper van de Ceintuur Theater)
- Amsterdam: Haarlemmerdijk 142
- Amsterdam: Herengracht 133 (rijksmonument)
- Amsterdam: Javastraat 118 (Wijkcentrum Eltheto)
- Amsterdam: woningen in de Kanaalstraat, Wilhelminastraat, Borneostraat, Valeriusstraat, Rustenburgerstraat etc.
- Villa Romantica (Villa Bebe Bambino) aan de Duin en Kruidbergerweg in Westerveld (naast de begraafplaats)

Zoon Pieter Antonie Johan Scheelbeek werd timmerman en ook architect, zonen Marinus Scheelbeek en Antonie Johan Scheelbeek werden bouwkundig tekenaar.
- International Standard Name Identifier: 0000 0003 9469 7269
- Nederlandse Thesaurus van Auteursnamen: 168490498
- Virtual International Authority File: 289244161
- WorldCat: E39PBJtcDHFDRRYC4rb9r6bfMP